# Nymphaeum van Alexander Severus
Het Nymphaeum van Alexander Severus (Latijn:Nymphaeum Alexandri) was een grote fontein in het oude Rome.
Het nymphaeum werd rond 226 n.Chr. gebouwd in opdracht van keizer Alexander Severus. De fontein vormde het eindreservoir van de Aqua Julia. De overgebleven ruïne bestaat uit twee verdiepingen. De bovenste verdieping bestaat een halfronde nis waarin oorspronkelijk een beeldengroep stond. Aan beide zijden van de nis stond een open arcade met daarin de beelden van de Trofeeën van Marius (Trofei di Mario) die in 1590 op de balustrade van de Piazza del Campidoglio zijn geplaatst. Volgens een middeleeuwse legende waren dit de oorlogstrofeeën van Gaius Marius die door Sulla waren verwijderd, maar door Julius Caesar werden herplaatst. De beelden stammen echter uit de tijd van keizer Domitianus (81-96 n.Chr). en werden in de derde eeuw op het nymphaeum geplaatst.
Aan de onderzijde van de verdieping waren nissen waaruit water naar beneden stroomde. De benedenverdieping bestond uit een rechthoekig blok, dat rijkelijk was versierd en waar vanuit diverse nissen water stroomde in een halfrond bassin aan de voet van de fontein. Het bouwwerk was onder meer versierd met zuilen in de korinthische orde.
Het oorspronkelijke uiterlijk van het nymphaeum is goed te reconstrueren, omdat hij duidelijk staat afgebeeld op een munt uit 226. Uit deze afbeelding blijkt dat in de grote nis op de bovenste verdieping een beeldengroep stond met een quadriga, daarnaast de trofeeën en op de hoeken beelden van Victoria.
Het plein rondom het Nymphaeum van Alexander Severus heet tegenwoordig Piazza Vittorio Emanuele II.

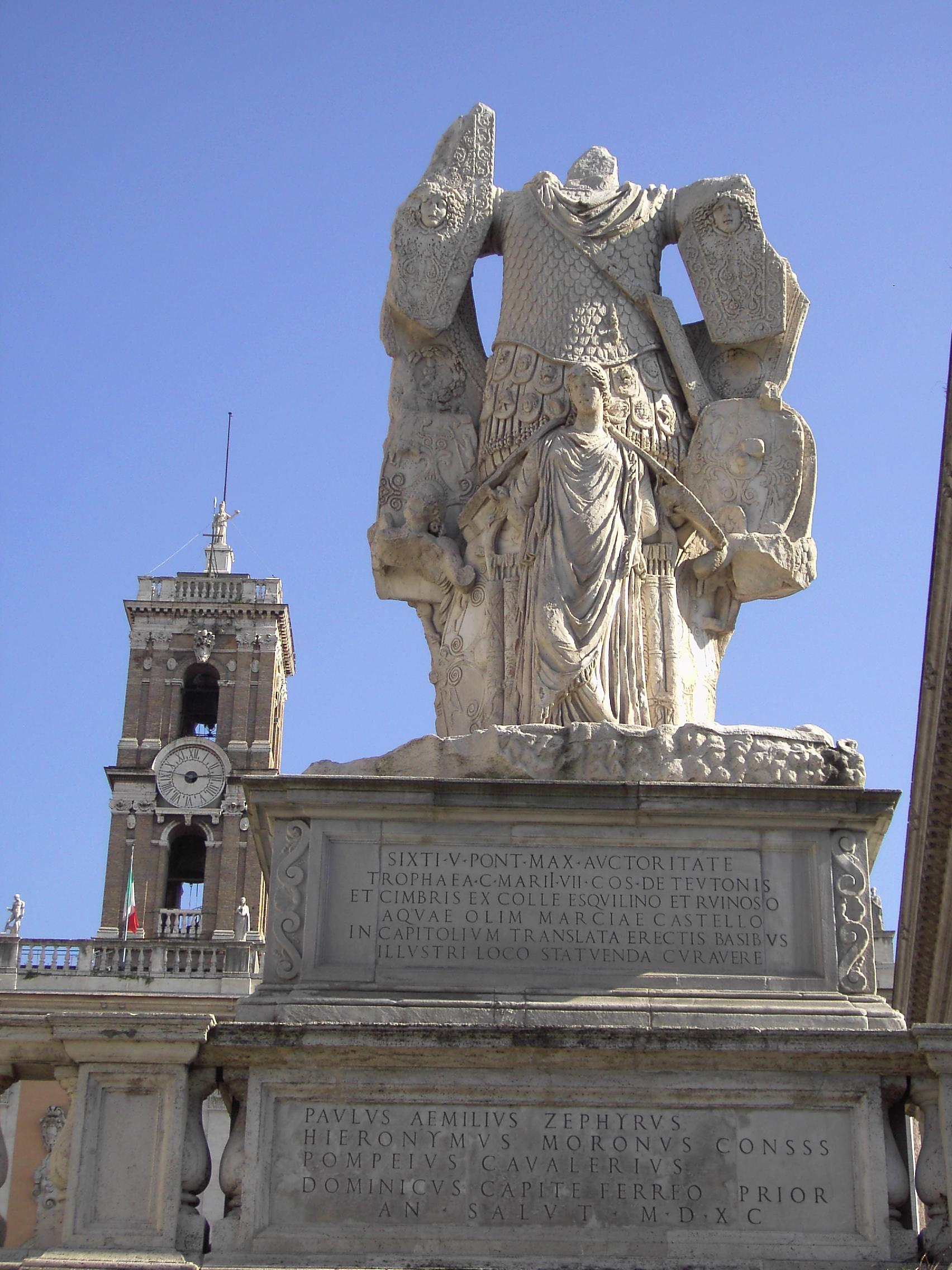
De Trofeeën van Marius aan het Piazza del Campidoglio